# بيتر بارترام
بيتر بارترام (4 مايو 1961 في آرهوس ) هو جنرال دنماركي سابق ورئيس الدفاع الدنماركي .
تم تعيين بارترام رئيسًا للدفاع الدنماركي في 20 مارس 2012 بعد اجتيازه الاختبارات وترقيته من عميد إلى جنرال.  وقد خلف الفريق بيورن إنغمان بيسروب الذي كان يشغل منصب رئيس الدفاع بالإنابة بعد أن ترك كنود بارتلز منصب رئيس اللجنة العسكرية لحلف الناتو .
بصفته رئيس الدفاع الدنماركي ، كان الجنرال بيتر بارترام المستشار العسكري لوزير الدفاع. كان مسؤولاً عن تنظيم وتدريب وعمليات الدفاع.
في 28 أكتوبر 2016 ، أعلن بارترام أنه سيترك المنصب للعمل لدى «شركة دنماركية كبيرة».  في 11 يناير 2017 ، ترك بارترام منصب رئيس الدفاع ، وأصبح نائبًا الرئيس لـ JP / Politikens Hus ونائب رئيس مجلس إدارة Jyllands-Postens Fond 

## الجوائز والأوسمة
حصل الجنرال بيتر بارترام على العديد من الميداليات بما في ذلك 
|  | القائد 1. رتبة من وسام Dannebrog     |
|  | - وسام الخدمة الطويلة للدفاع المدني  |
|  | 25 عامًا من الخدمة الجيدة             |
|  | - وسام الشرف من رابطة الدفاع المدني  |
|  | وسام الدفاع للخدمة الدولية 1948-2009 |
|  | ميدالية الدفاع الفرنسية بالذهب       |
|  | وسام الجيش البولندي من البرونز       |
|  | وسام الناتو لقوة كوسوفو              |
|  | وسام الشمال للقبعات الزرقاء الفخرية  |

| تجهيزات أخرى |             |
|              | شارة المظلي |

## روابط خارجية
- وزارة الدفاع الدنماركية تعلن بيتر بارترام رئيسا للدفاع نسخة محفوظة 1 يوليو 2019 على موقع واي باك مشين.

| مناصب عسكرية               | مناصب عسكرية          | مناصب عسكرية      |
| -------------------------- | --------------------- | ----------------- |
| سبقه بيورن بيسورب (acting) | رئيس الدفاع 2012-2017 | تبعه بيورن بيسورب |